# يورغن ماتي
يورغن ماتي (بالهولندية: Jurgen Mattheij)‏ (1 أبريل 1993 بروتردام في هولندا - ) هو لاعب كرة قدم هولندي في مركز الدفاع. لعب مع نادي إكسلسيور.

## روابط خارجية
- يورغن ماتي على موقع قاعدة بيانات كرة القدم.إي يو (الإنجليزية)
- يورغن ماتي على موقع Soccerway.com (الإنجليزية)
- يورغن ماتي على موقع عالم كرة القدم.نت (الإنجليزية)